# Botryomyces angioformans
Botryomyces angioformans är en svampart som beskrevs av Greco 1916. Botryomyces angioformans ingår i släktet Botryomyces, divisionen sporsäcksvampar och riket svampar.   Inga underarter finns listade i Catalogue of Life.